# Factor intercambiador de nucleótido de guanina

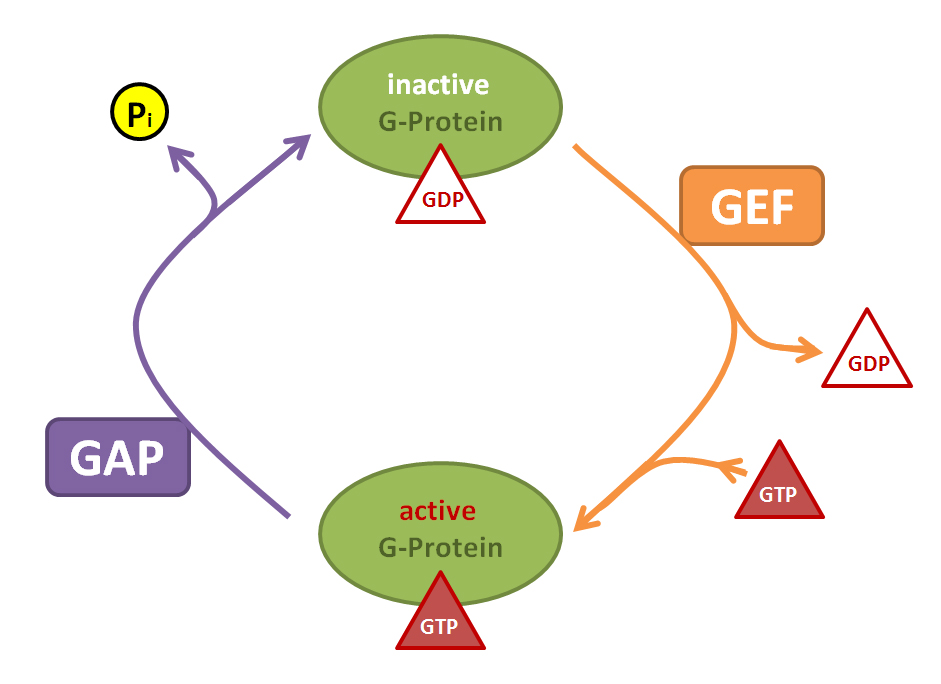
Regulación de la actividad de la proteína G por GEF y GAP.

El término factor intercambiador de nucleótido de guanina o proteína intercambiadora de guanina (GEF del inglés: guanine nucleotide exchange factor), es una enzima reguladora de la unión del nucleótido guanina con la enzima GTPasa en la superficie de la membrana celular asociada con el transporte de proteínas por vesículas. Por ejemplo, la enzima Rab permanece inactiva mientras se mantenga unida al GDP en el citoplasma. El contacto con un GEF unido a la membrana cataliza la remoción del GDP y lo reemplaza por GTP, activando al Ras. Ello permite la interacción del Rab con las vesículas transportadoras, y otras cascadas de reacciones pertenecientes al tráfico de proteínas.

## Función
Los GEF son moléculas activadoras de GTPasas, enzimas que participan en una diversidad de procesos celulares, como el crecimiento celular, diferenciación, etc. Tal es el caso de la GTPasas de pequeño tamaño, que, como toda GTPasa, tienen interruptores biológicos que activan (unidas al GTP) e inactivan (unidas al GDP) a la enzima. Los GEF son uno de los grupos de enzimas que regulan la oscilación entre el estado inactivo y el activo de las GTPasas, promoviendo el intercambio de GDP por GTP, encendiendo el interruptor y activando a la GTPasa.